# Рубан Юрій Олександрович
Юрій Олекса́ндрович Ру́бан (31 серпня 1924, Київ — 13 січня 2006, Київ) — український скульптор-анімаліст.

## Життєпис
Народився 31 серпня 1924 року в родині графіка Олександра Яковича Рубана в місті Києві.
У 1931—1941 роках навчався в середній школі № 14, з 1935 року почав відвідувати заняття на агробіостанції та в студії образотворчого мистецтва при Київському палаці піонерів. Після закінчення школи Рубан мріяв вступити до художнього інституту, але здійснення цього бажання йому прийшлося відкласти на важкі шість років окупації та війни.  Випускний вечір Юрія Олександровича співпав з днем вторгнення німецько-фашистських військ на територію Радянського Союзу. У 1944—1945 роках служив у лавах Радянської Армії, участь у бойових діях за визволення від гітлерівців Польщі, Румунії, Німеччини. У 1945 році нагороджений медаллю «За перемогу над Німеччиною». У 1945—1947 роках служив у лавах Радянської Армії, брав участь у бойових діях на Далекому Сході і Маньчжурії. У 1946 році нагороджений медаллю «За перемогу над Японією». У 1947 році демобілізувався та повернувся до Києва.
У 1947—1949 роках працював художником-оформителем на комбінаті «Керамік». В цей час в майстернях комбінату працювали такі видатні українські скульптори, як І.Кавалерідзе, І.Гончар, Л.Муравин та ін. Свого часу Юрій Олександрович відмітив у автобіографії, що знайомство і декілька років спільної роботи з цими визначними майстрами, плідно вплинули на його подальшу долю. Особливо важливими були роки роботи Рубана в майстерні Івана Кавалерідзе, який фактично був вчителем Юрія Олександровича.
У 1948 році вперше взяв участь в Республіканській виставці художньо-прикладного та декоративного мистецтва, де було представлено декоративне блюдо «Врожай».
У 1949—1950 роках працює художником-керамістом на комбінаті художніх та оздоблювальних робіт.
У 1950—1953 роках працює художником-керамістом на комбінаті «Київміськоформлення» (з 1953 року Комбінат увійшов до складу Київського товариства художників).
В ці ж роки Рубан виконує ліпне оздоблення Куренівського мосту і фасаду будинку Верховної Ради УРСР та спільно з нині відомими скульпторами М. Вронським, О.Олійником, та інш. оформлюючи зовнішнє оздоблення павільйонів ВДНГ УРСР і житлових будинків на Хрещатику.
У 1953 році створює перші творчі анімалістичні роботи в дрібній пластиці «Вепр», «Глухар», «Баран».
У 1956 році стає членом Київського товариства художників. Також у 1956 році за зразками анімалістичних робіт Рубана починається масовий випуск сувенірної продукції у порцеляні та фаянсі «Слоненя», «Ящірка», Жабеня", «Ведмедик», Козеріг", «Лисичка», «Пантера», «Голуб» та інш.
У 1958 році за підтримкою рекомендацій скульптора І.Кавалерідзе і графіка-анімаліста Г.Глікмана, Юрія Рубана приймають у кандидати Спілки художників УРСР.
Пройшовши певний шлях пошуків, експериментів в роботі з різними матеріалами, вивченням творчості видатних скульпторів-анімалістів, як західноєвропейських так і російських, через декілька років, майстер змінює трактовку образів тварин. В таких творах як, «Бурий ведмідь»(кін. 50-х), «Пантера»(1957), «Верблюд»(1958?) та інші вже відчувається  відхід скульптора від стилістики народного декоративно-ужиткового  мистецтва і пошук своєї особистої пластичної мови в зображенні звіра. Вже ранні скульптури тварин Рубана свідчать про його композиційний хист і вроджений художній смак. Ці якості, з самого початку творчості  дозволили йому уникнути натуралізму і описовості в зображенні представників фауни.

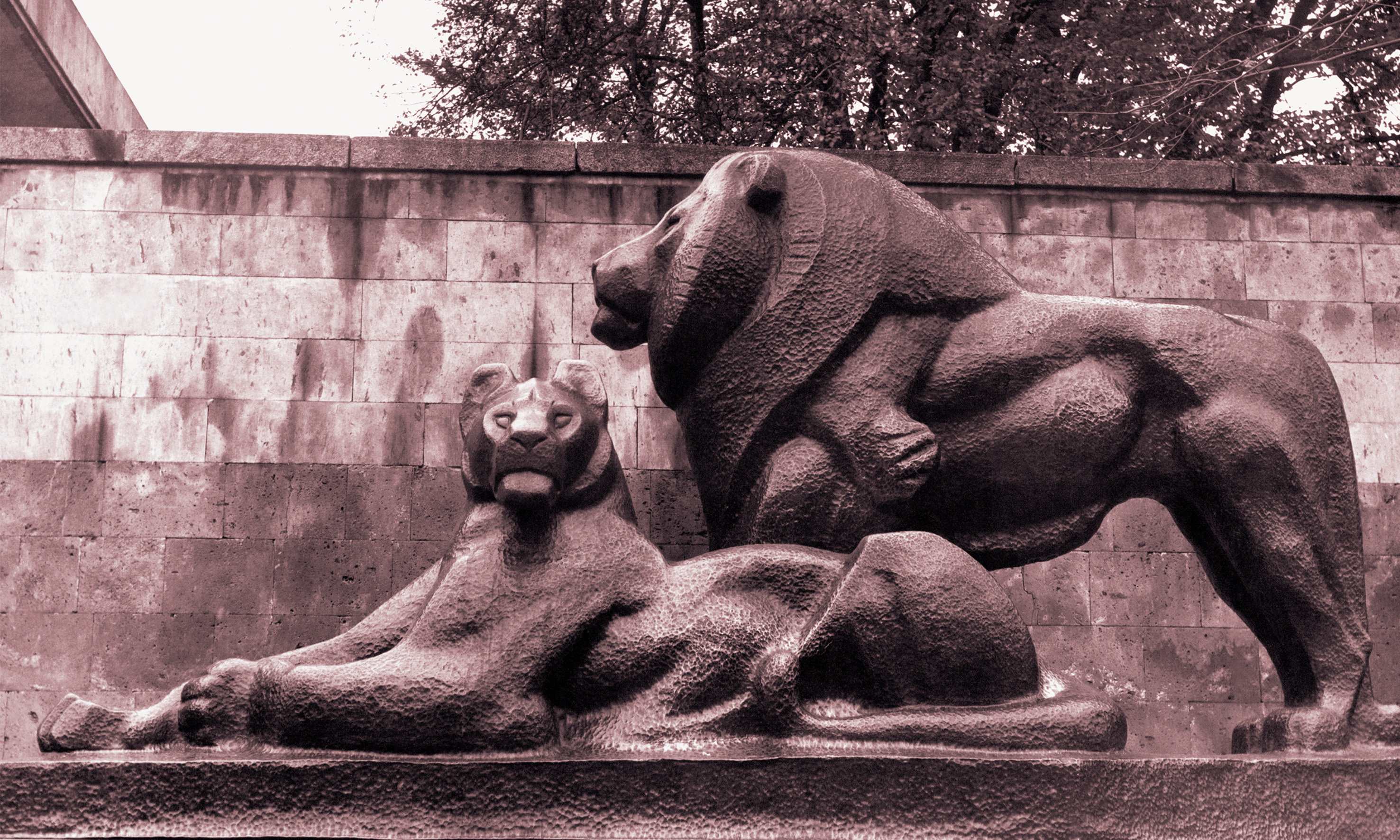
Скульптура «Леви». Вхід до Київського зоопарку. 1968 рік.

60-ті роки були періодом розквіту творчості Юрія Рубана. Він багато й з наснагою працює, експериментує, імпровізує і досягає різноманітних дивовижних інтерпретацій у передачі образів тварин. Для своїх станкових творів скульптор використовує штучний камінь, шамот — важкі матеріали підсилюють враження сили та міці тварин. В подальшому напрацьований досвід у створенні станкових скульптур буде покладений в основу стиля монументальних творів Рубана.
У 1962 році прийнятий до Спілки художників УРСР.
У 1963 році відбувається перша персональна виставка творчих робіт Юрія Рубана в Києві у виставкових залах Спілки художників УРСР на Червоноармійській 12.

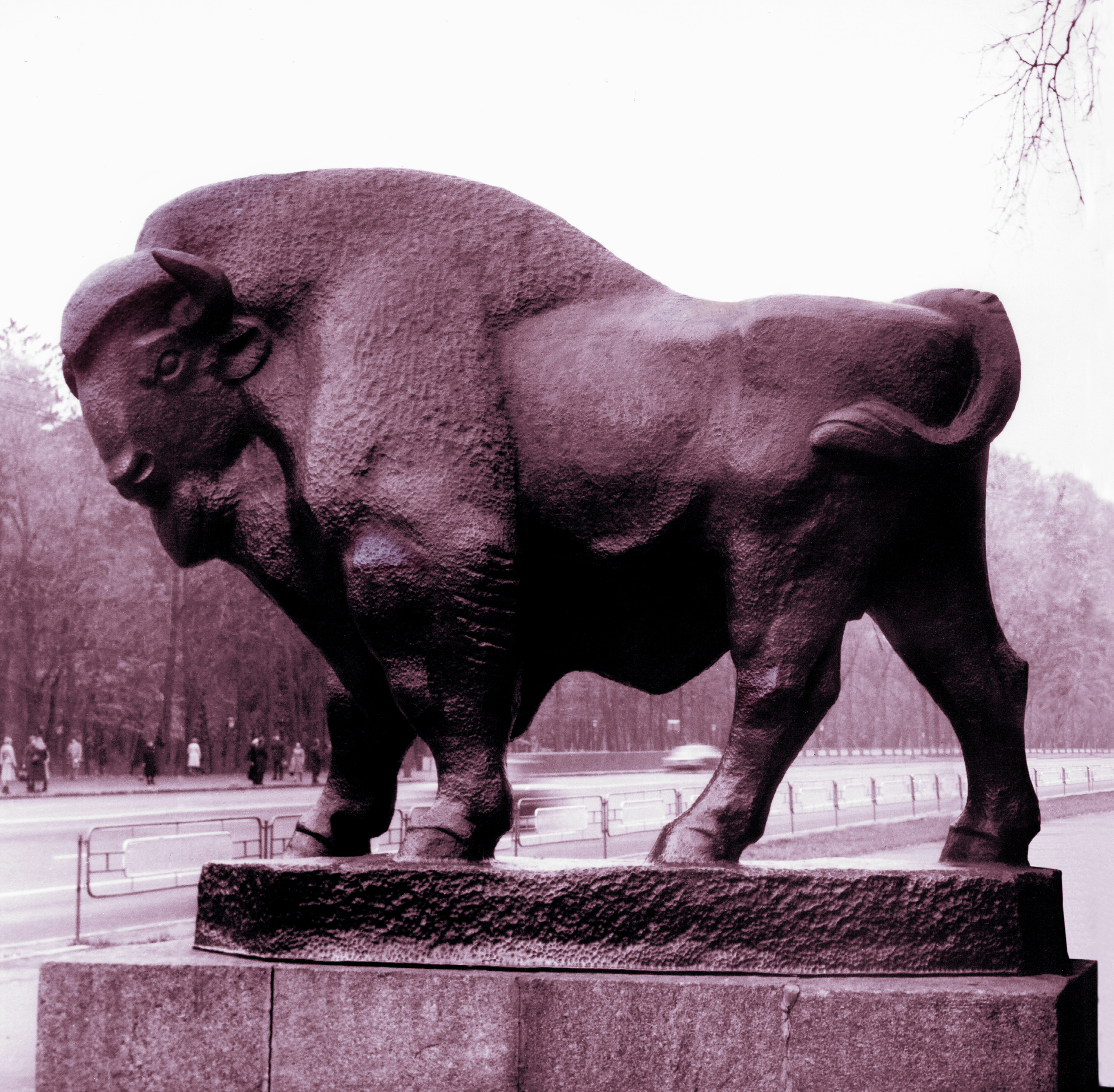
Скульптура «Зубр». Вхід до Київського зоопарку. 1968 рік.

У 1968 році Юрій Рубан виконує перший анімалістичний монументальний проект для оформлення входу в Київський зоопарк — «Зубр» і «Леви». Скульптури були виконані з бетону і мідної окови (чеканки).
З кінця 60-х років Юрій Рубан розпочинає активно працювати в монументальній скульптурі. Його роботи оформили житлові масиви (Березняки, Біличі), лісопаркові зони та дитячі майданчики Києва, санаторії Київщини та Закарпаття, «галявини казок» та заповідно-мисливських господарств Криму. Десять великих скульптур тварин прикрашають парк у Каршах в Узбекистані.
В 70-ті роки Рубан входить до складу Міжвідомчої комісії по затвердженню зразків іграшок для дітей, багато років працює в ній, створивши за цей час велику кількість зразків дитячої іграшки. Кожен рік Юрій Олександрович представляв на розгляд художньо-технічної комісії більше десяти еталонів іграшок. Значна кількість рубанівських еталонів затверджувалась комісією з ухвалою. Тиражовані заводами Києва, Дніпропетровська, Одеси, Павлограда, Харкова, Житомира і Шостки вони масово потрапляли до роздрібної торгівлі і дуже швидко знаходили своїх господарів і шанувальників. У 1972 році в сквері Володимирського проїзду (наразі Литовський сквер), що був виконаний давньоруському стилі, встановили бронзову скульптуру «Водолій» Рубана.

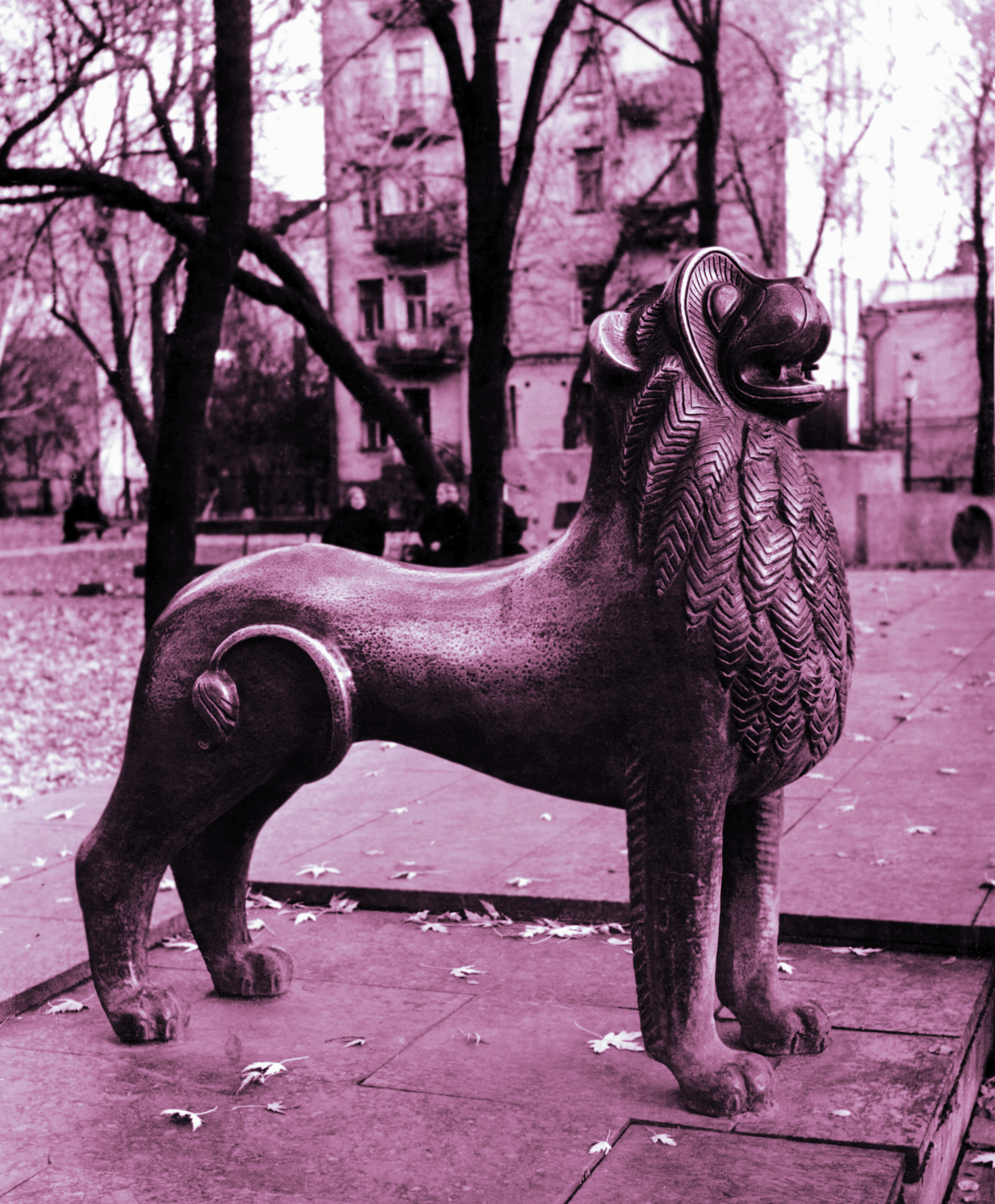
Скульптура «Водолій». Володимирський проїзд в Києві 1972 рік.

У 1974 році скульптор звертається до теми зниклих тварин, а саме мамонта. Тема «Мамонт» пройде «червоною ниткою» через наступні роки творчості майстра.
Наприкінці 70-х років, Юрій Олександрович розпочинає працювати над великою декоративною стелою для оформлення в'їзду у заповідно-мисливське господарство в с. Ізобільне у Криму. Стела представляє собою своєрідну «таблицю» тих звірів, які населяють кримські простори.
У 80-ті роки Рубан в основному працює в монументальній пластиці, виконуючи замовлення на оформлення  санаторіїв та зон відпочинку Київської області, Криму та Закарпаття. Протягом двадцяти п'яти років (кінець 1960-х середина 1990- х) скульптор створив біля ста анімалістичних монументальних творів. Працюючи у монументальній скульптурі не полишав дрібну та станкову пластику. Постійно брав участь у Всесоюзних та Республіканських виставках малих форм, а також у зарубіжних, які проходили свого часу в Туреччині, Франції, Швейцарії, Ірані та Японії.
Виставки, в яких брав участь Юрій Рубан:
- 1948 р. — Республіканська виставка художньо-ужиткового та декоративного мистецтва, Київ.
- 1957 р. — Ювілейна виставка присвячена 40-річчю Жовтневої революції, Київ.
- 1958 р. — Республіканська виставка присвячена 40-річчю ВЛКСМ, Київ.
- 1958 р. — Виставка художників-анімалістів, Київ.
- 1960 р. — Республіканська виставка до декади українського мистецтва, Москва.
- 1960 р. — Виставка «Советская Украина». Декада українського мистецтва, Москва.
- 1961 р. — Республіканська художня виставка присвячена ХХІІ з'їзду КПРС, Київ.
- 1961 р. — Всесоюзна художня виставка присвячена ХХІІ з'їзду КПРС, Москва.
- 1963 р. — Персональна виставка. Виставкові зали Спілки художників УРСР, Київ.
- 1963 р. — Республіканська художня виставка. Київ, Харків, Львів.
- 1965 р. — Виставка «На варті Миру!», Київ.
- 1968 р. — Весняна виставка скульптури, Київ.
- 1970 р. — Республіканська виставка присвячена 50-річчю ВЛКСМ, Київ.
- 1972 р. — І Всесоюзна виставка скульптури малих форм, Москва.
- 1973 р. — Виставка образотворчого мистецтва СРСР, Іран.
- 1973 р. — Художня виставка образотворчого мистецтва СРСР.,Туреччина.
- 1975 р. — Республіканська виставка «30 років Перемоги», Київ.
- 1977 р. — Республіканська виставка «60 героїчних років», Київ.
- 1978 р. — ІІ Всесоюзна виставка скульптури малих форм, Москва.
- 1983 р. — Республіканська виставка скульптури, Київ.
- 1985 р. — Виставка «Изобразительное искусство Украины», Москва.
- 1986 р. — Виставка образотворчого мистецтва СРСР, Монголія.
- 1987 р. — Республіканська виставка «70 років Жовтня». Київ.
- 1990 р. — Виставка українського образотворчого мистецтва, Японія.
- 1991 р. — Республіканська виставка малих форм, Київ.
- 1991 р. — Виставка українського образотворчого мистецтва, Японія.
- 1992 р. — Виставка українського образотворчого мистецтва, Японія.
- 1993 р. — Виставка українського образотворчого мистецтва, Швеція.
- 1994 р. — Виставка українського образотворчого мистецтва, Франція.
- 2002 р. — ІІ Скульптурній тріенале, Київ.
- 2005 р. — Триєналє станкової скульптури, Київ, (І премія).
- 2007 р. — Виставка «Чотири покоління родини художників», Національний музей «Київська картинна галерея».
- 2010—2011 рр. — Виставка «Казка Баснь. Кощуна», Національний музей «Київська картинна галерея».

Твори Юрія Рубана зберігаються в 17 художніх та краєзнавчих музеях України: Національний художній музей України, Сумський художній музей, Запорізький художній музей, Харківський художній музей, Донецький художній музей, Чернігівський художній музей, Народний музей колгоспу «Україна» смт. Кметів Житомирської області, Ізмаїльська картинна галерея, Закарпатська картинна галерея, Дирекція художніх виставок України, Адміністрація президента України, Закарпатський краєзнавчий музей, Львівський природознавчий музей, Кременчуцький краєзнавчий музей, Дніпропетровська обласна бібліотека, Національний технічний університет України «КПІ», Київський палац дітей та юнацтва.  
Юрій Олександрович Рубан помер 13 січня 2006 року в Києві.
У 2020 році, в зв'язку з реконструкцією вхідної групи Київського зоопарку, скульптури «Зубр» та «Леви», розміщені перед входом, будуть відтворені у своїй первісній формі дочкою Юрія Рубана, Заслуженою художницею України Олександрою Рубан та її чоловіком, Народним художником України Віктором Липовкою. Образи «Зубра» та «Левів» будуть відновлювати за початковими моделями, фотографіями та малюнками Юрія Рубана. Нові скульптури будуть відлиті в бронзі.

## Зображення

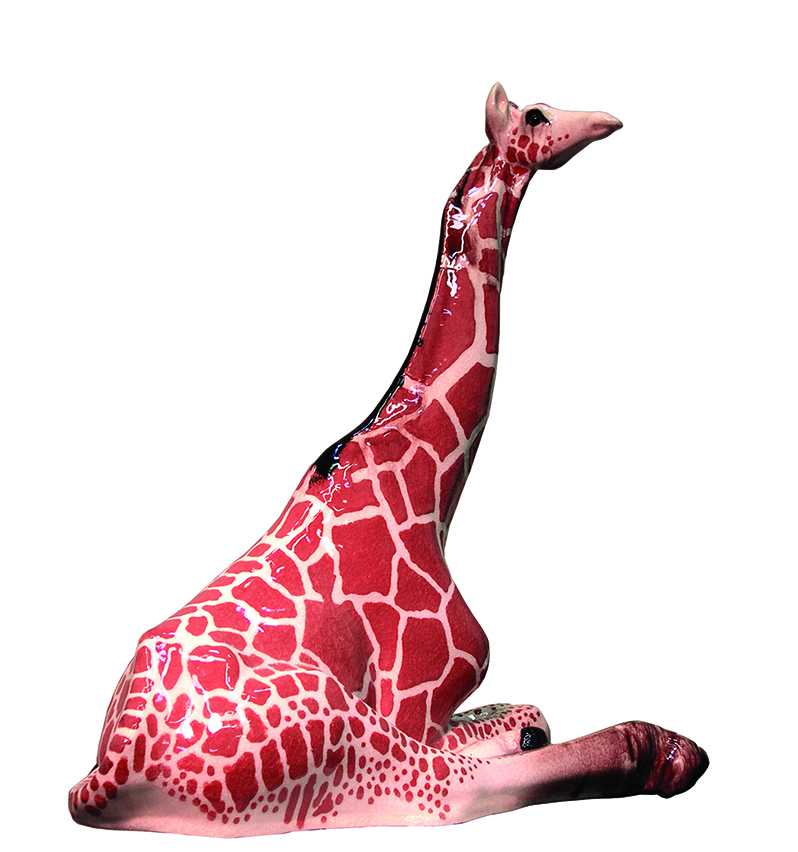
Скульптура "Жираф", майоліка, 1962 рік
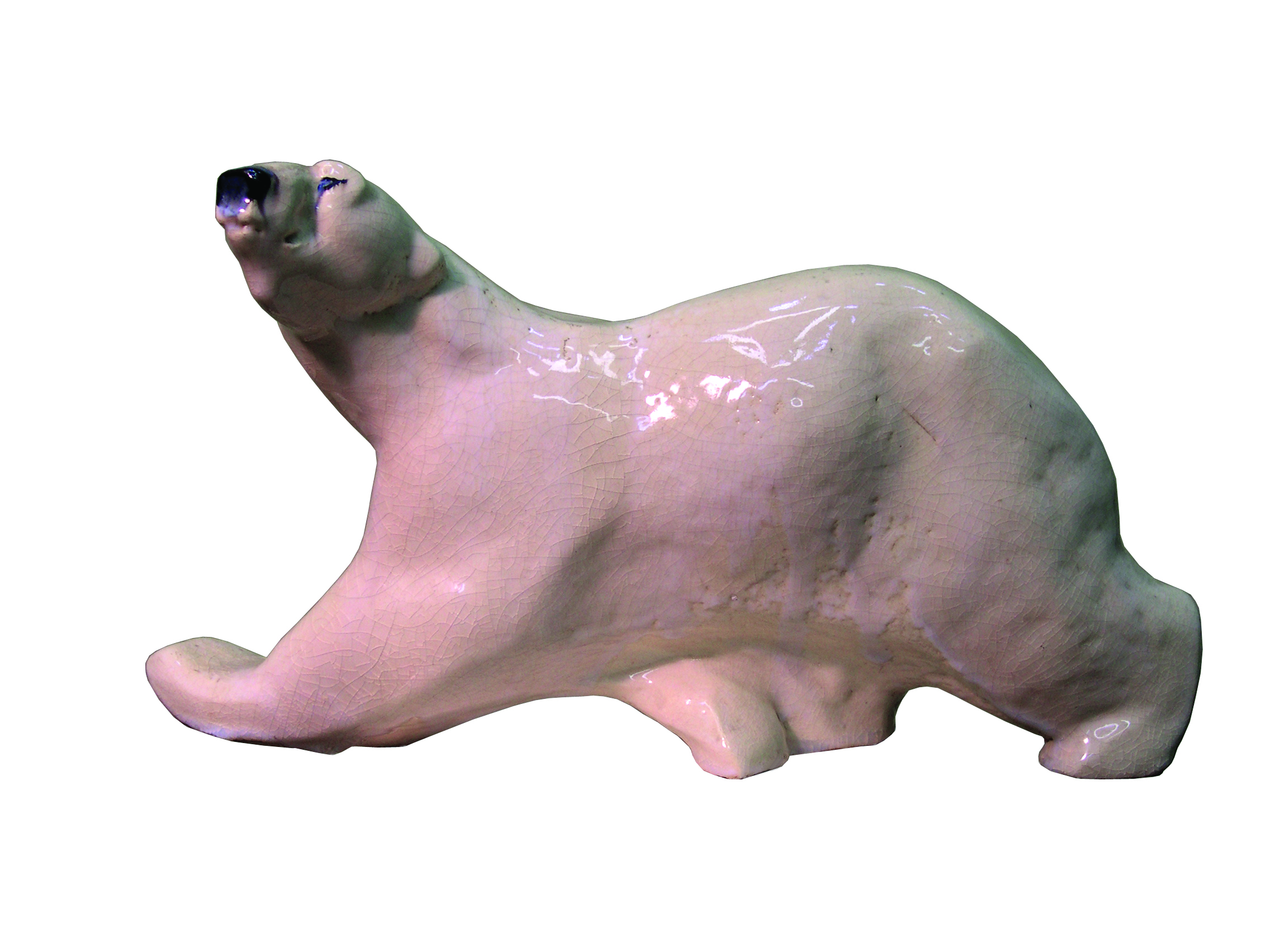
Скульптура "Білий ведмідь", фаянс, 1962 рік
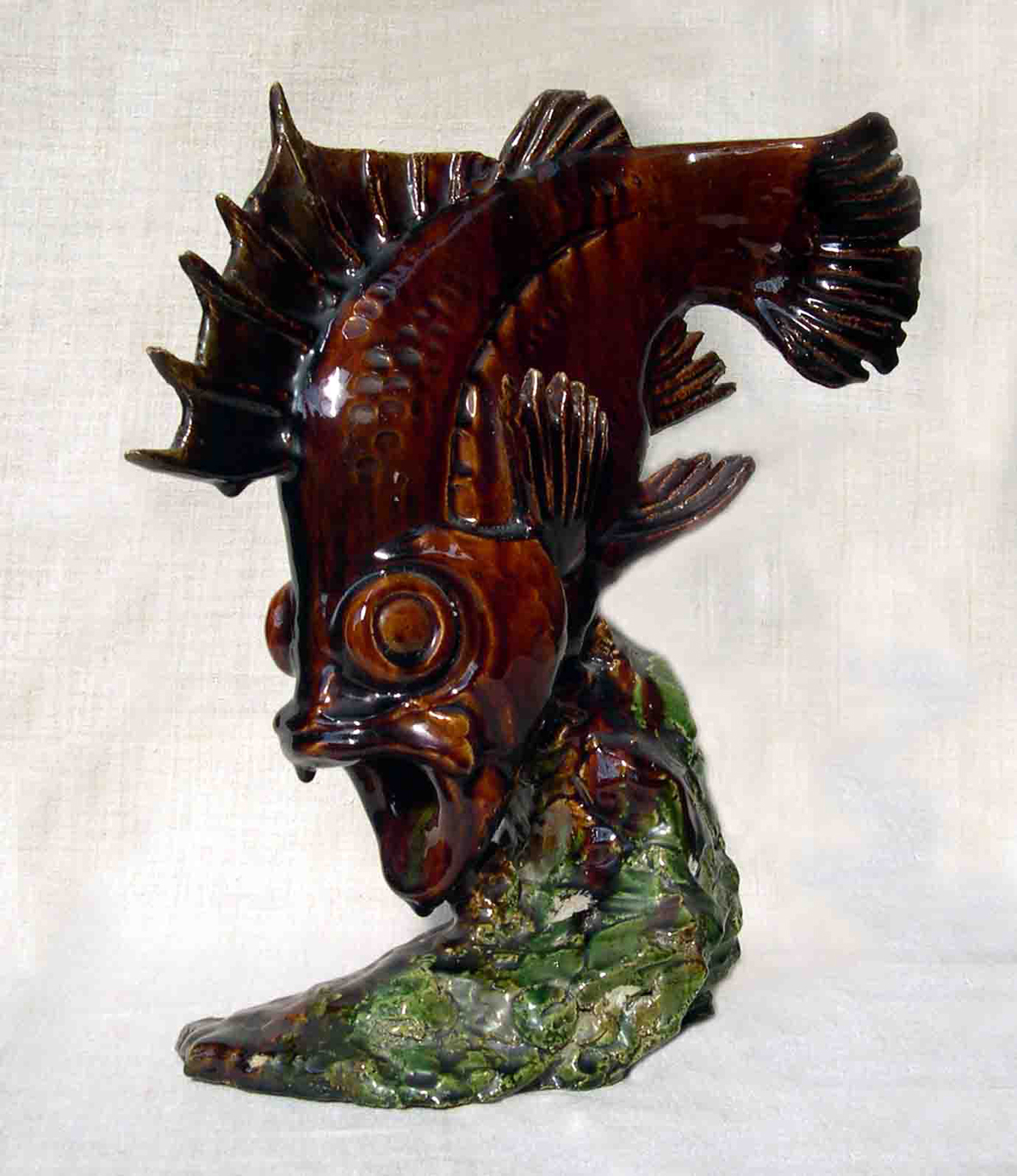
Скульптура "Риба", майоліка, середина 1950-х
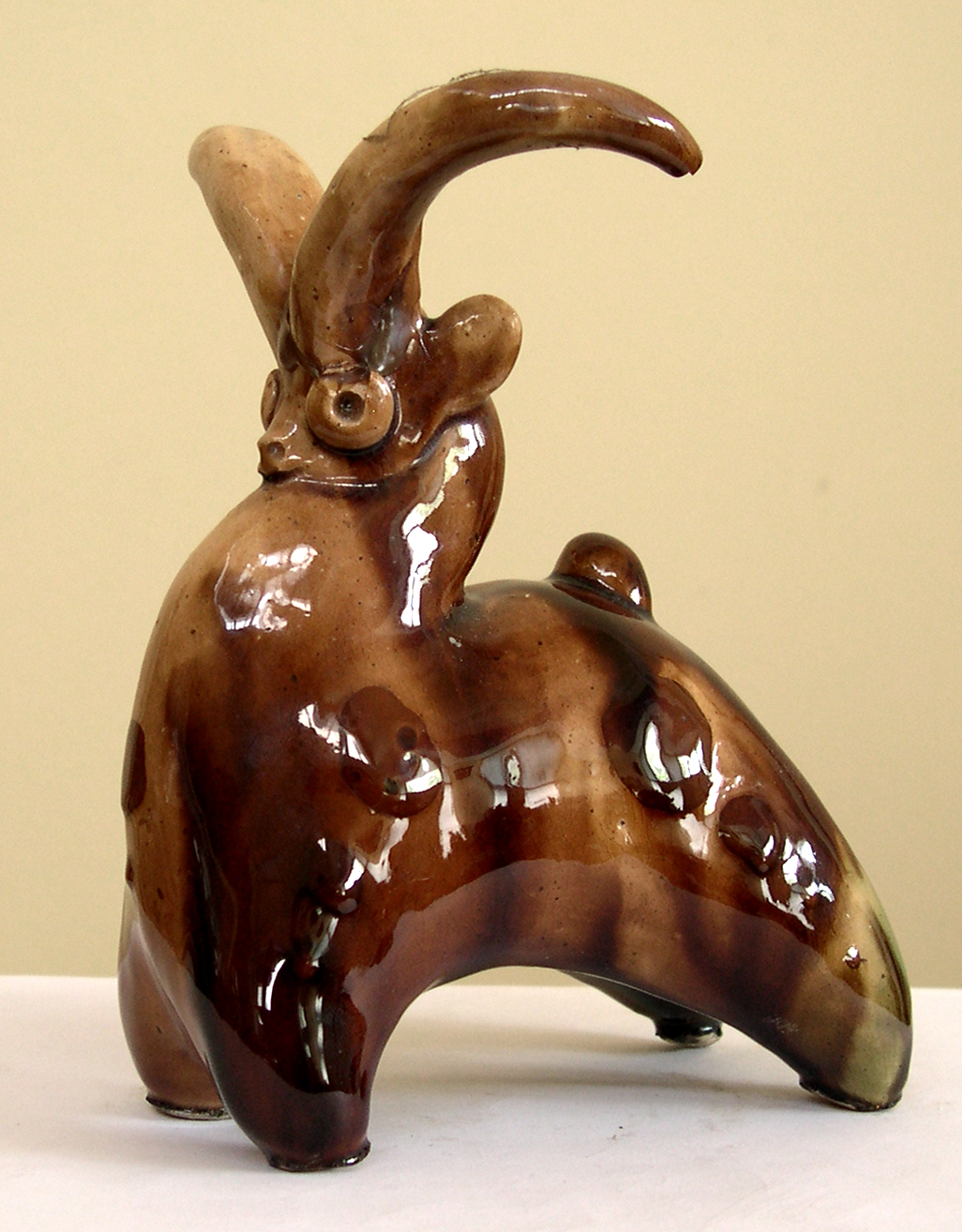
Скульптура "Цап", майоліка, середина 1950-х
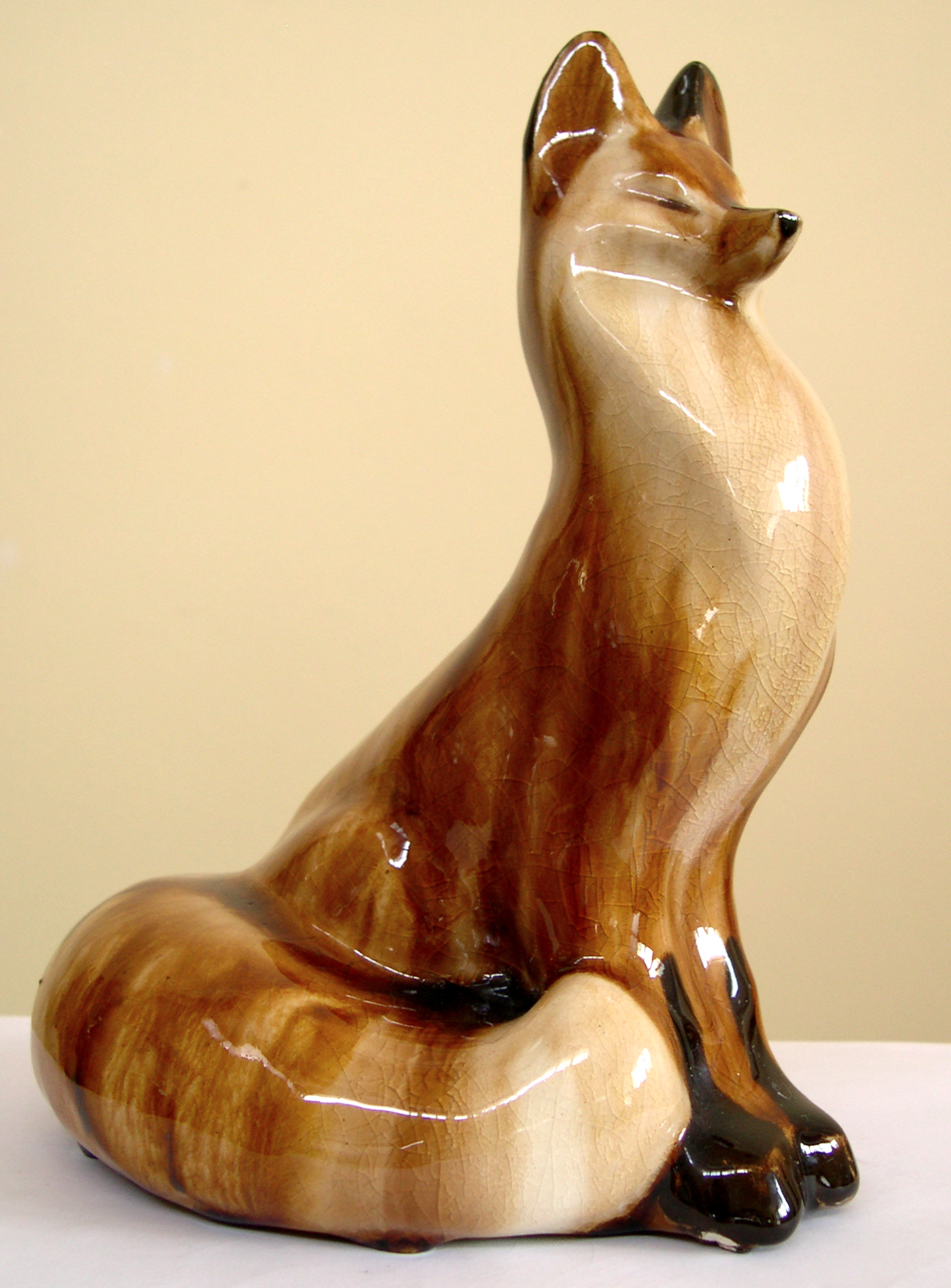
Скульптура "Лисиця", майоліка, 1960 рік
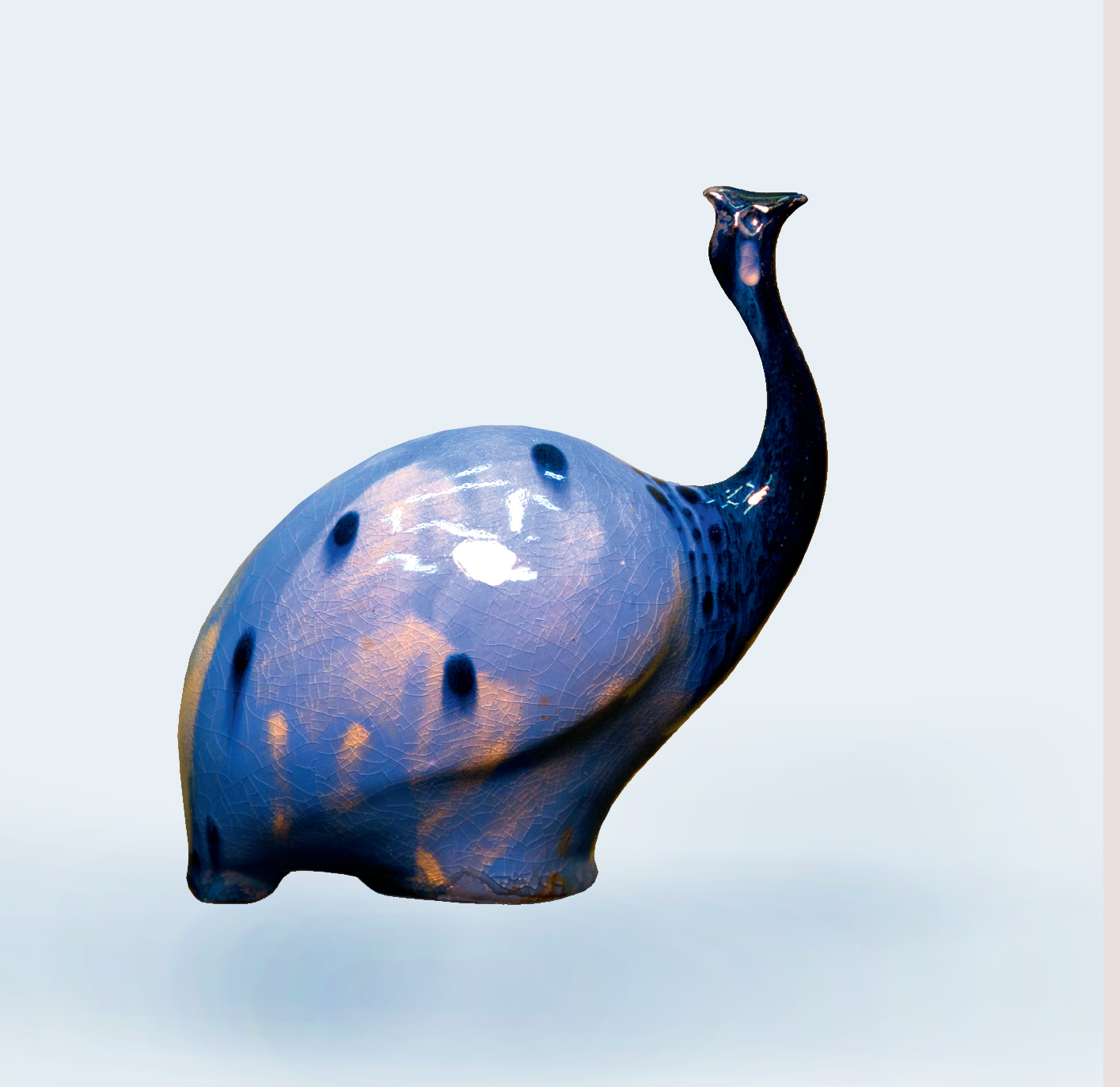
Скульптура "Цесарка", майоліка, 1969 рік
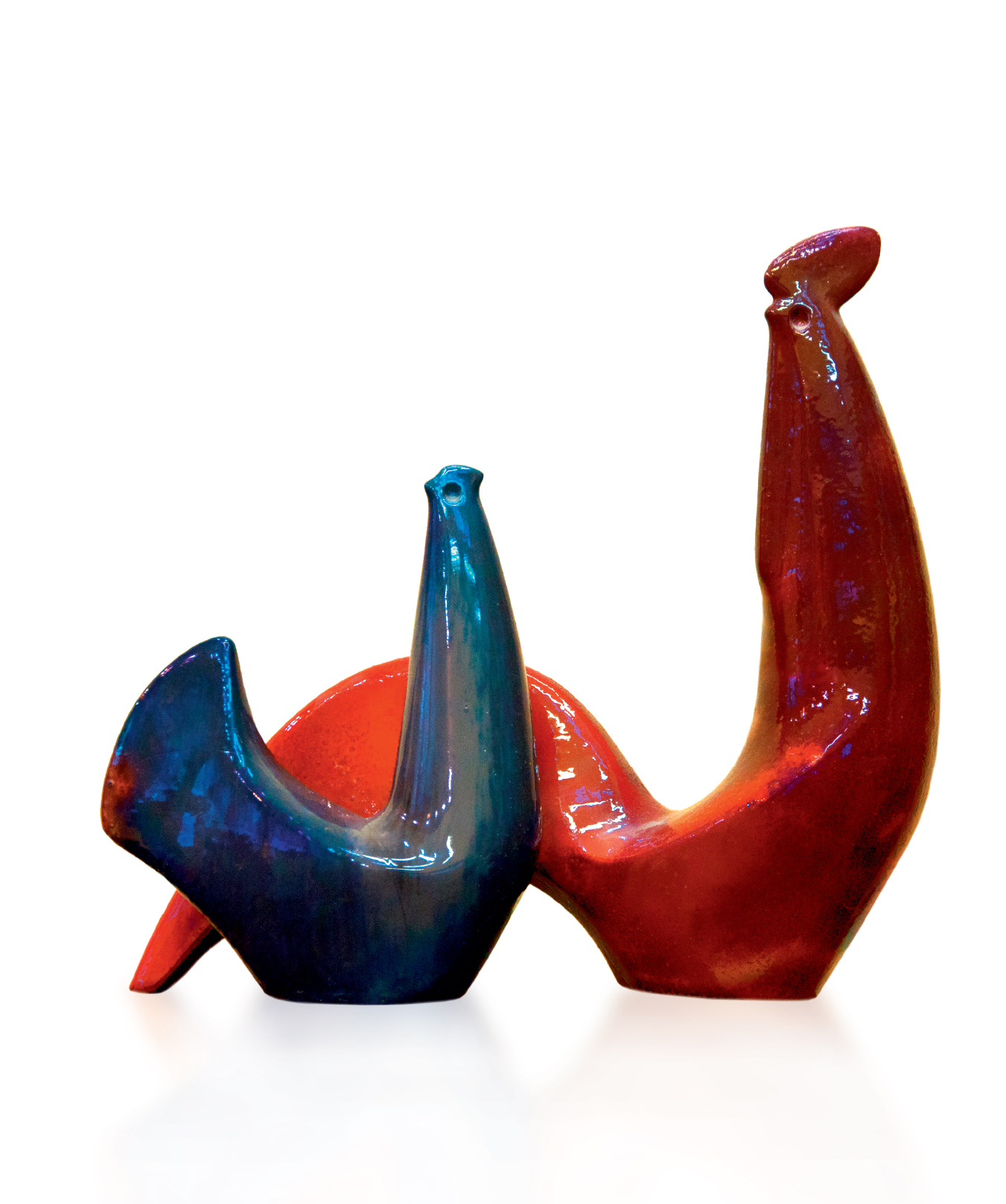
Скульптура "Півень та курка" , майоліка, 1988 рік
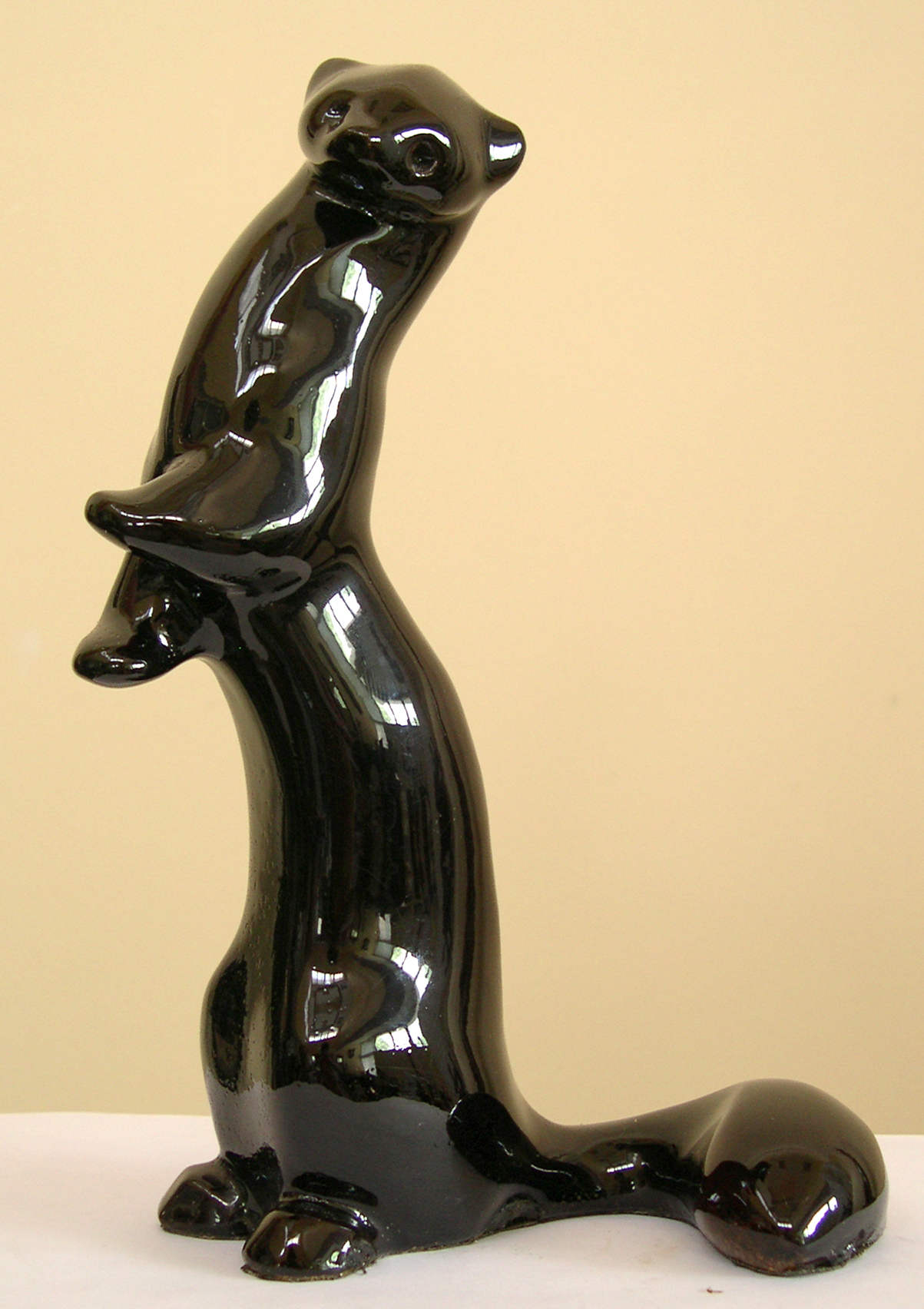
Скульптура "Куниця", майоліка, 1963 рік
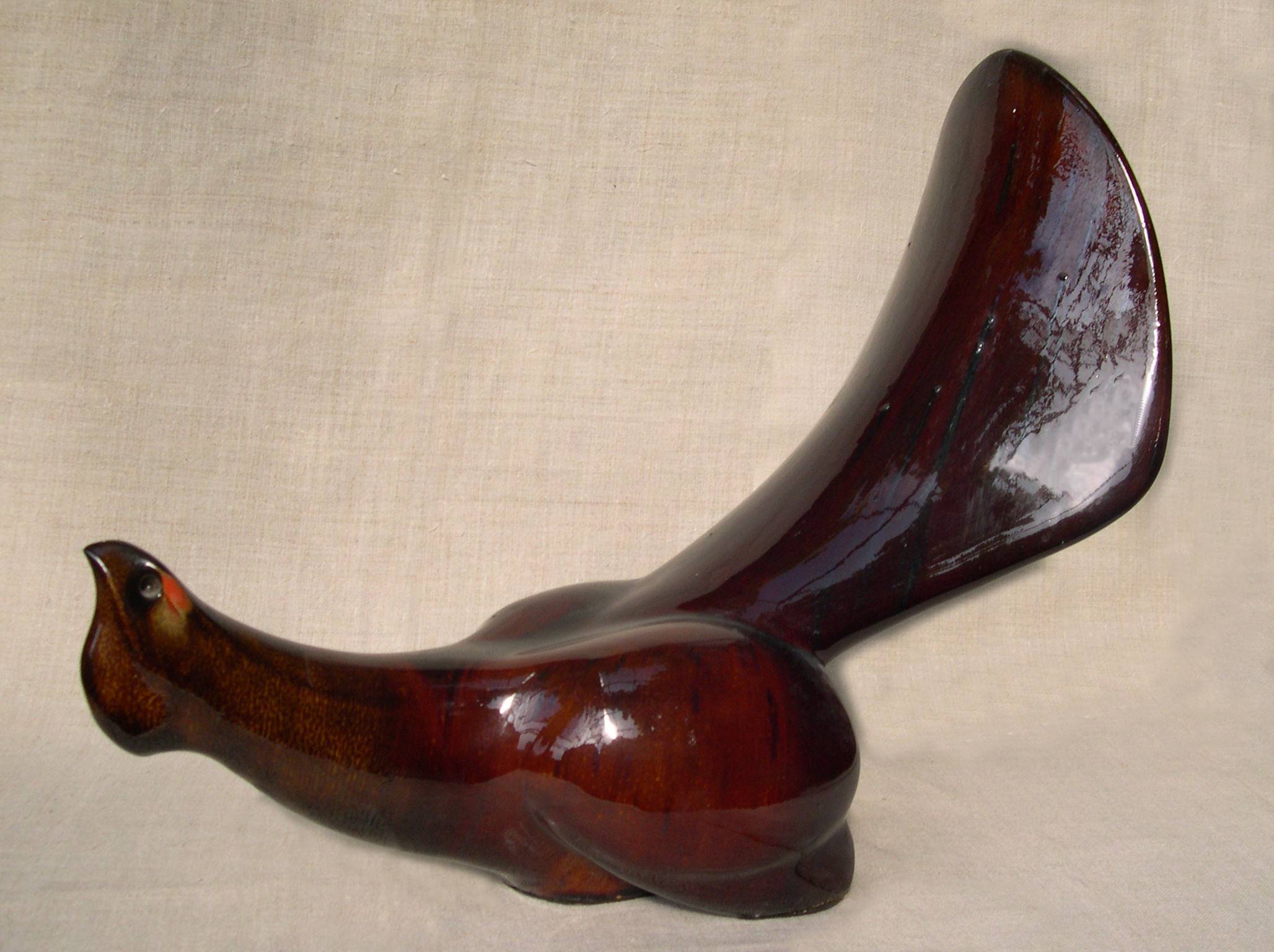
Скульптура "Глухар", майоліка 1962-63 рр.
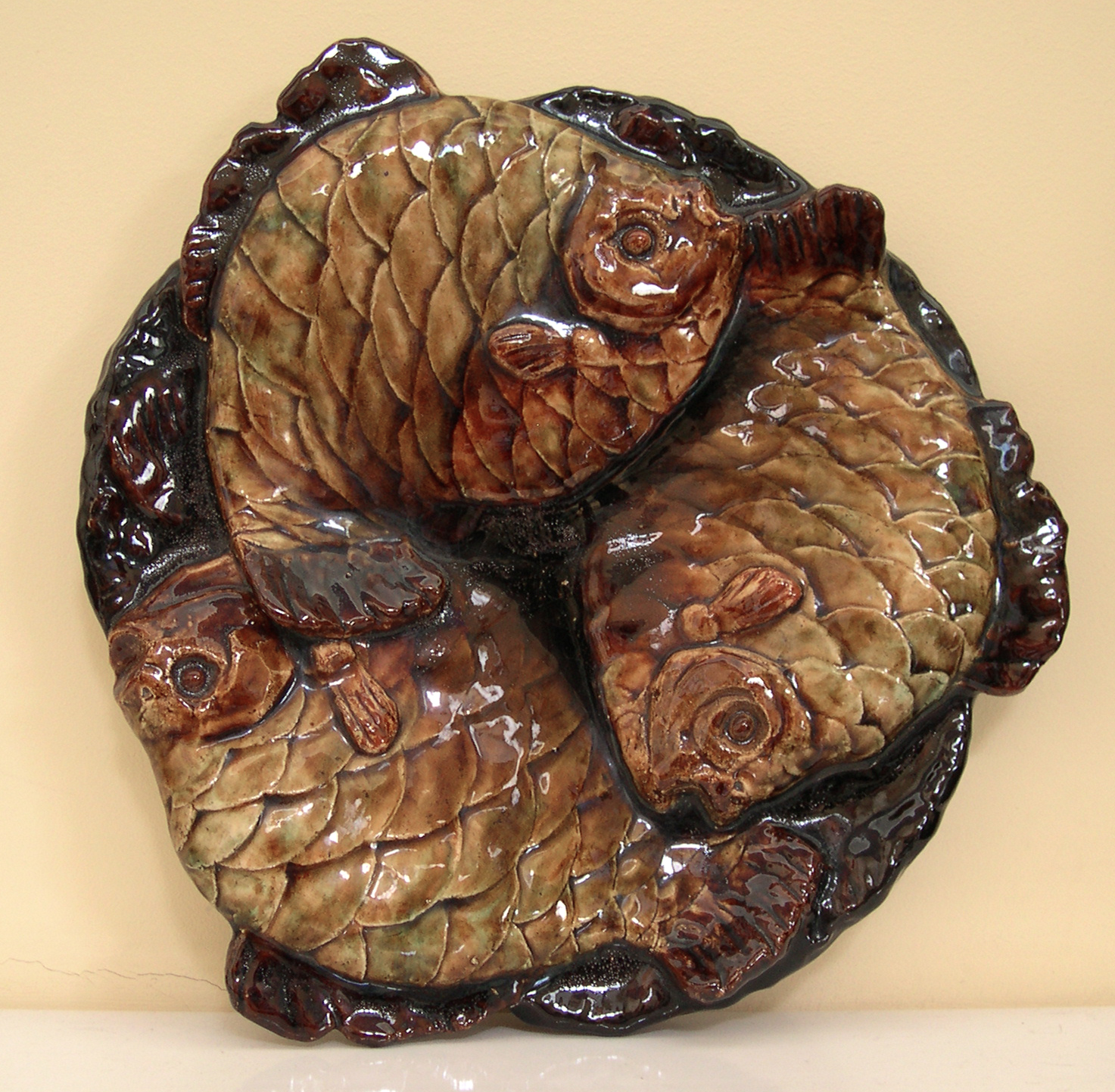
Рельєф "Риби", майоліка, 1962 рік
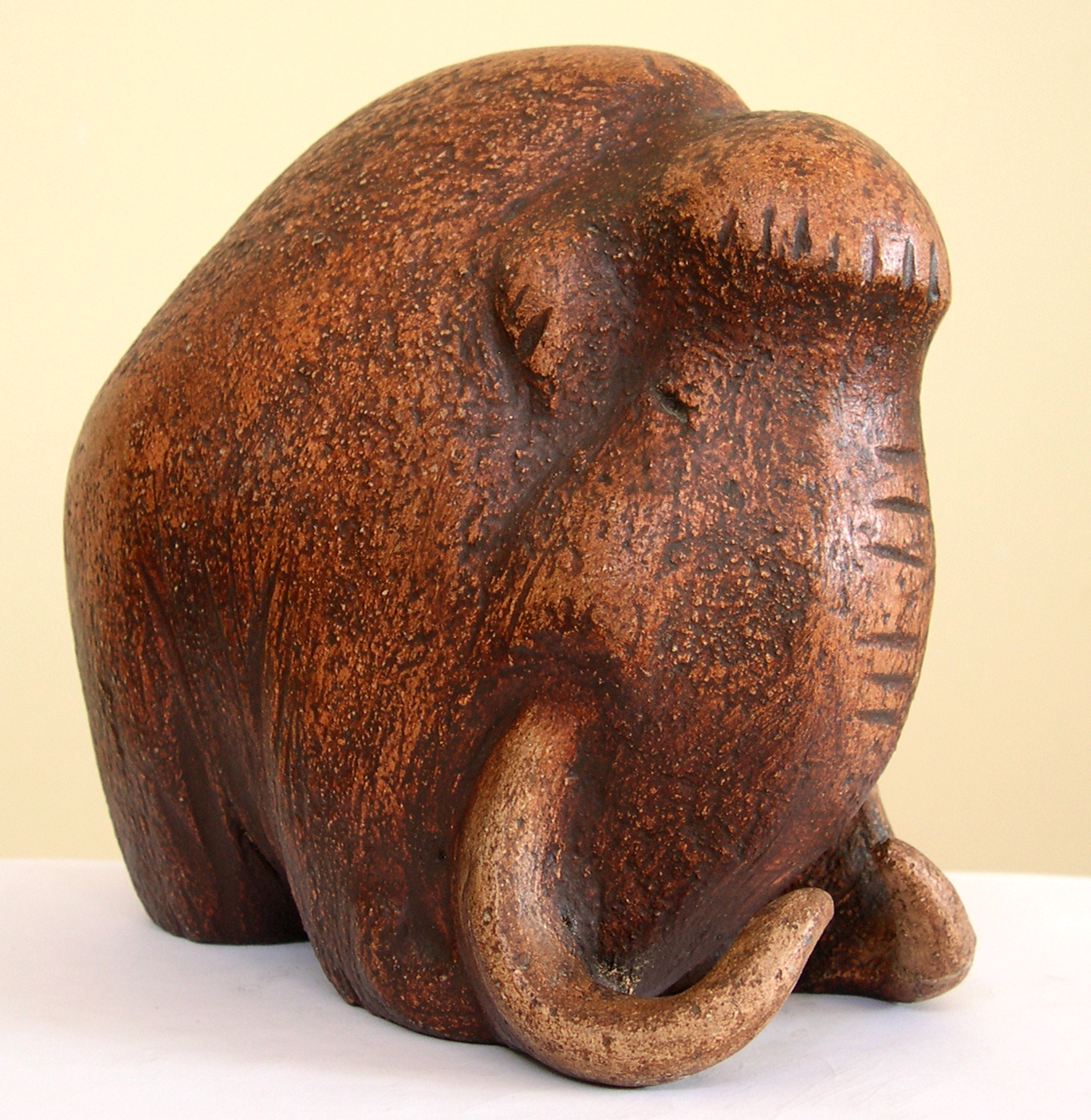
Скульптура "Мамонт", шамот, солі, 1970-ті рр.